# Edita Abdieski
Edita Abdieski, född 14 november 1984 i Bern, är en schweizisk sångare med påbrå från Albanien, Makedonien och Montenegro.

## Karriär
Edita Abdieski blev känd år 2010 då hon i november vann den första säsongen av The X Factor i Tyskland. Efter det släppte hon sin debutsingel "I've Come to Life" som nådde åttonde plats i Schweiz, nionde plats i Tyskland och tjugosjunde plats i Österrike på de nationella singellistorna. Singeln innehåller även låten "Heavy Cross", en coverversion som hon framförde i en X-Factorshow den 12 oktober. Innan året var slut tog hon emot ett Diva Award för "årets talang". År 2011 släpptes debutalbumet One som också det blev framgångsrikt i de tre länderna där debutsingeln blivit framgångsrik, främst i Schweiz där det nådde tionde plats på albumlistan. År 2011 släppte hon även sin andra singel "The Key" som nådde plats 51 på singellistan i Tyskland. Samma år spelade hon in en version av låten "The Best Thing About Me Is You" tillsammans med Ricky Martin. Låten är den första singeln från Martins nionde studioalbum och versionen med Edita Abdieski släpptes endast i Tyskland och Österrike för digital nedladdning.

## Diskografi

### Album
- 2011 - One

### Singlar
- 2010 - "I've Come to Life"
- 2011 - "The Key"

#### Som gästartist
- 2011 - "The Best Thing About Me Is You" (med Ricky Martin)